# 岐阜県障がい者総合相談センター

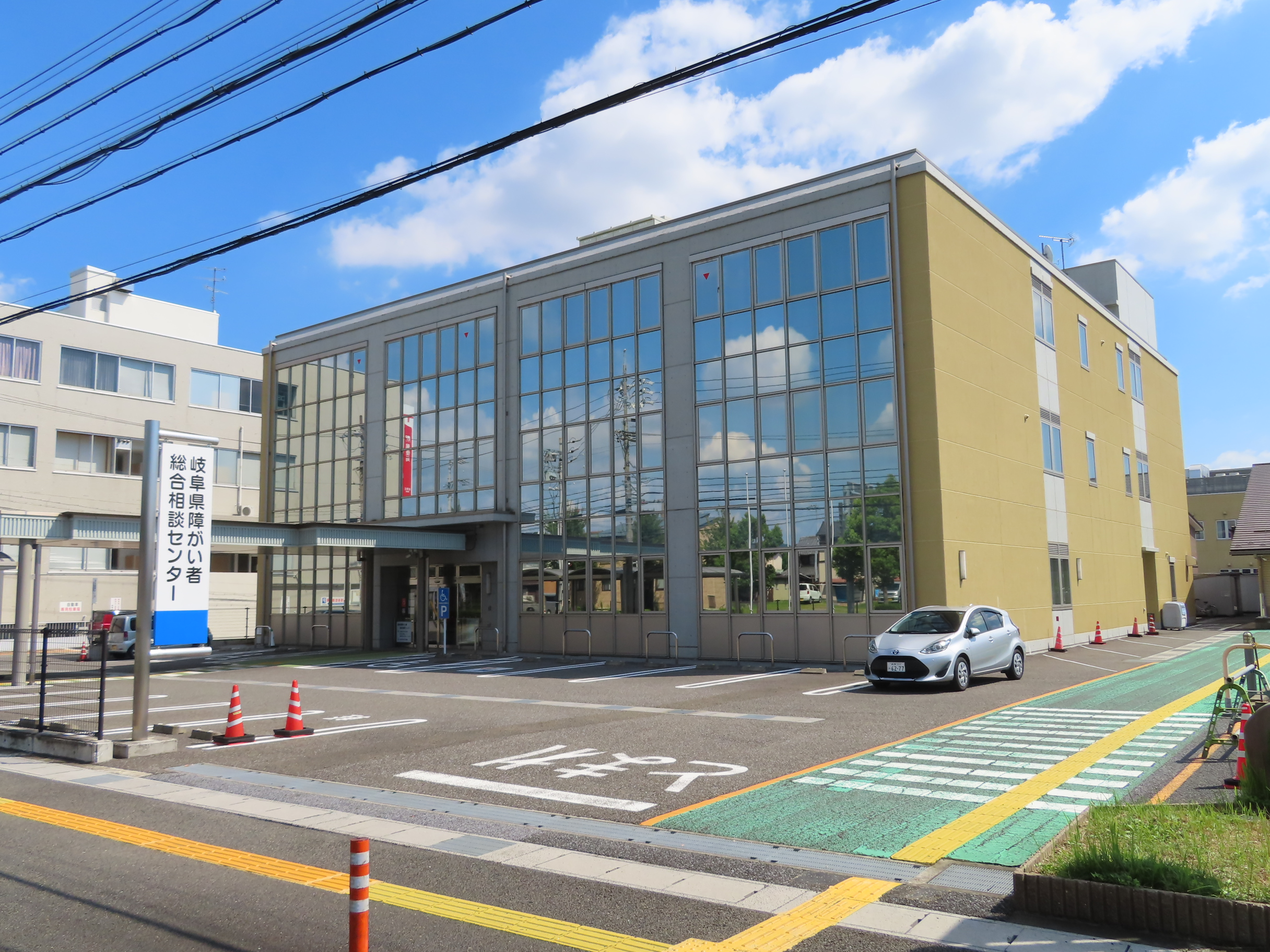
外観（2022年9月）

岐阜県障がい者総合相談センター（ぎふけんしょうがいしゃそうごうそうだんセンター）は、岐阜県岐阜市にある岐阜県の障害者施設。

## 概要
- 2015年（平成27年）4月に開設。別々の場所に設置されていた、岐阜県身体障害者支援センター（身体障害者の相談機関。現・岐阜県身体障害者更生相談所）、岐阜県発達障害者支援センターのぞみ（発達障害者の相談機関）、岐阜県知的障害者更生相談所（知的障害者の相談機関）、岐阜県精神保健福祉センター（精神障害者の相談機関）を一つの建物に集約した施設である。各機関を集約したことにより、重複障害、二次障害に対する各機関同士で連携が取りやすくなっている。
- 鉄筋コンクリート造3階建。敷地面積は1,520㎡。延床面積は約2,279㎡。

## 施設

### 1階
- 総合窓口
- 岐阜県身体障害者更生相談所

### 2階
- 岐阜県知的障害者更生相談所
- 岐阜県精神保健福祉センター
- 岐阜県発達障がい支援センターのぞみ

### 3階
- 大会議室
- 相談室

## 所在地
- 岐阜県岐阜市鷺山向井2563-18

## 交通機関
- 岐阜バス
  - 「さぎ山向井町」バス停より徒歩約3分。
  - 「メモリアル正門前」バス停より徒歩約10分。
  - 「北高前」バス停より徒歩約15分。

## ぎふ清流福祉エリア
岐阜県は鷺山、早田地区周辺を「ぎふ清流福祉エリア」と名付け、福祉、医療、教育、文化芸術、スポーツ及び就労支援が一体となった県の障がい者支援の拠点として施設の整備を行った。以下の10施設が該当する。
- 岐阜県立希望が丘こども医療福祉センター
- 岐阜県立岐阜希望が丘特別支援学校
- 岐阜県障がい者総合相談センター
- 岐阜県福祉友愛アリーナ
- 岐阜県福祉友愛プール
- 中央子ども相談センター
- 岐阜県福祉事業団清流園
- ぎふ清流文化プラザ
- 岐阜県障がい者総合就労支援センター
- ぎふ木遊館